# Zama, Kanagawa
Zama (japanska: 座間市?, Zama-shi) är en stad i Kanagawa prefektur i Japan. Staden fick stadsrättigheter 1971.